# Léon Levavasseur
Léon Y. K. Levavasseur (Le Mesnil-au-Val, 8 de Janeiro de 1863 – Puteaux, 26 de Fevereiro de 1922) foi um engenheiro, projetista e inventor de aviões. Suas invenções incluem o motor V8, injeção eletrônica e arrefecimento do motor por evaporação. Primeiramente, trabalhava para a companhia Antoinette, mas ele continuou suas experiências com o projeto da aeronave depois que a empresa faliu.

## Biografia
Levavasseur nasceu em Cherbourg, França na família de um oficial da Marinha. Fez o ensino básico em Rochefort e mais tarde em Angoulême. Depois de frequentar a École Polytechnique e também a École des Beaux-Arts, ele assistiu a uma demonstração de um motor de Gottlieb Daimler montado num barco no rio Sena. Aos 24 anos ele acabou pendendo para a área da engenharia, com interesse principalmente em motores a gasolina, e decidiu entrar nesse ramo da indústria.
Em 1889, Levavasseur assitiu na Exposição Universal a demonstração de um novo motor Daimler, assim como a de um motor leve monocilíndrico Dion-Bouton. Enquanto ocupava o cargo de engenheiro chefe da firma Patin que produzia equipamentos elétricos, ele acompanhou o trabalho de Fernand Forest e o progresso obtido pelas empresas: Chenu, Rossel-Peugeot, Clément-Bayard, Panhard Levasso, entre outras, que tentavam adaptar motores automotivos para uso em dirigíveis. Ele também construiu seu primeiro motor leve (menos que 100 kg) à gasolina testado em barcos no rio Sena.
Depois disso, já em 1897, ele descobriu, através do escritório de patentes, o trabalho pioneiro de Clément Ader em relação ao primeiro motor em V.
Nesse período ele começou a vislumbrar a possibilidade do voo de um "mais pesado que o ar", mas faltava na época um elemento fundamental, que era um motor leve e potente ao mesmo tempo. Pai de seis crianças, desfrutando de uma situação confortável, Levavasseur foi atraído pela ideia e se associou com Jules Gastambide, um industrial com recursos significativos.
Em janeiro de 1902, ele foi nomeado diretor técnico da Société du propulseur amovible em Suresnes. em 28 de agosto, ele registrou a patente No. 333.068 para um motor capas de desenvolver 80 hp, com cilindros dispostos em "V" agrupados em pares ligados ao mesmo cárter, com o objetivo de diminuir o comprimento do eixo de manivelas e reduzir o peso do conjunto. Com a assistência do mecânico Eugène Welféringer, três de seus irmãos e de seu cunhado Charles Wächter, Levavasseur deu início à concretização desse motor. Em maio de 1903, a construção foi completada: era um motor V8 de 157 kg desenvolvendo 80 hp. Apesar de que os pistões e os cilindros (de curso idêntico) tivessem sido feitos de ferro fundido, o cabeçote do motor já era feito de alumínio, com todo o circuito de refrigeração à água feito em latão corria ao redor dos cilindros para uma melhor refrigeração.
Depois de várias melhorias, foi possível reduzir o peso desse motor para 145 kg, e a construção de uma aeronave para ser equipada com esse motor teve início com uma subvenção de 20.000 francos do Ministère de la Guerre. Esse protótipo foi desmontado em 13 de julho em Suresnes, e transportado por estrada para Villotran (daí o nome pelo qual ele ficou conhecido: Aeroplane de Villotrans), onde os amigos de Gastambide da famíla Mellon, possuíam uma grande propriedade adequada aos testes. Apesar das insistentes tentativas do piloto Charles Wächter até o final de agosto, o grande monoplano não teve êxito em decolar da estrutura de trilhos de madeira usada para tentar facilitar a decolagem, e no final de setembro depois de alguns saltos no ar ele tombou e se partiu. Depois disso, Levavasseur decidiu concentrar seus esforços no desenvolvimento do motor, que entre 1905 e 1908, dominaram não somente o setor náutico como também o setor aeronáutico.

## Companhia Antoinette

### Empresa de motores e incorporação

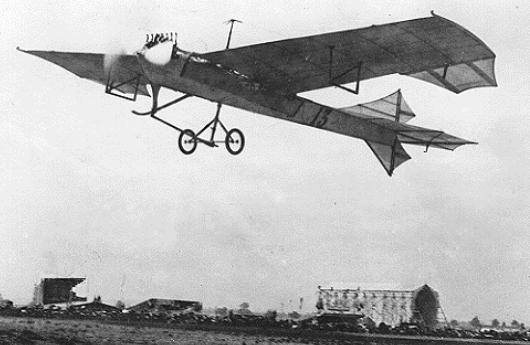
O Antoinette IV de 1909, foi um dos mais importantes projetos de Léon Levavasseur.

No verão de 1902, Levavasseur sugeriu ao industrial Jules Gastambide que motores leves e potentes seriam necessários para voos motorizados, e propôs a fabricação desses motores. Levavasseur também propôs que os motores deveriam ser chamados de Antoinette, em homenagem a filha de Jules Gastambide, que acabou financiando o projeto. Levavasseur patenteou a configuração do motor V8 nesse mesmo ano. Já em 1904, a maioria dos barcos na Europa eram equipados com motores Antoinette. Durante este tempo, ele projetou motores de várias configurações de oito, dezesseis e até trinta e dois cilindros, todos em "V".
A Antoinette foi constituída em 1906, tendo Gastambide como presidente e Levavasseur como diretor técnico. O vice-presidente foi o pioneiro na aviação Louis Blériot. O principal negócio da empresa foi a venda de motores para construtores de aeronaves.
Nesse tempo, a Antoinette comandada por Levavasseur, foi responsável pela descoberta da injeção eletrônica e arrefecimento do motor por evaporação.

### Construção de aviões
Levavasseur reiniciou suas experiências na construção de aeronaves na Antoinette já em 1906, quando a empresa foi contratada para construir um avião para o capitão Ferdinand Ferber. Blériot tentou dissuadir os diretores de Antoinette de tornar-se fabricante de aeronaves, temendo que eles iriam começar a competir contra seus próprios clientes. Blériot deixou a empresa, quando o seu conselho foi ignorado.

### Promoção dos aviões com Hubert Latham
Na primavera de 1909, o piloto da Antoinette, Hubert Latham, fez vários voos impressionantes. Isso convenceu Levavasseur que Latham poderia cruzar o Canal da Mancha em um avião da Antoinette e ganhar o prêmio do Daily Mail. Latham fez duas tentativas de atravessar o Canal em julho de 1909, sendo que ambos não tiveram sucesso devido a uma falha de motor ao longo do Canal. Entre as tentativas de Latham, o ex-vice-presidente da Antoinette, Louis Blériot, atravessou o canal em sua própria aeronave. No mesmo mês, Levavasseur foi feito um cavaleiro da Legião de Honra em 1909.
Os esforços de Latham de promover os produtos de Levavasseur foram mais bem sucedidas na Grande Semaine de l'Aviation de la Champagne em 22-29 de agosto de 1909 em Reims, França, onde ganhou o prêmio de altitude, terminou em segundo lugar na competição de velocidade, ficou em terceiro lugar na Copa Gordon Bennett de aviões e, no Grande Prêmio, tentando voar a maior distância em todo o circuito em um único voo sem paradas, ganhando o segundo prêmio em uma aeronave (um IV Antoinette) e o quinto prêmio em outro (um Antoinette VII).

### Tempos turbulentos e o fim da Antoinette
Levavasseur saiu da Antoinette em novembro de 1909. Voltando novamente como diretor técnico em março do ano seguinte. Depois de seu retorno, ele projetou o monoplano militar Antoinette, um monoplano aerodinâmico com asas cantiléver, que acabou sendo rejeitado pelos militares. A empresa Antoinette faliu pouco tempo depois.

## Pós-Antoinette
Levavasseur começou a trabalhar em uma aeronave com a superfície da asa variável no final de 1918. Esse projeto da área variável da asa rendeu à Levavasseur um prêmio de "segurança em aviões" e foi posteriormente adquirido pelo governo francês.
Levavasseur morreu na pobreza aos 58 anos, em 23 de fevereiro de 1922 sem nenhum reconhecimento, sendo a Antoinette simplesmente apagada do registro comercial.